# Меликов, Григорий Александрович
Григорий Александрович Меликов (род. 11 мая 1976) — российский футболист, вратарь; тренер.

## Карьера
Первым профессиональным клубом для Меликова стал туркменский «Копетдаг» в 1994 году. В составе «Копетдага» стал чемпионом Туркменистана. В 1997—1998 годах играл за «Дагдан» в составе которого стал серебряным призёром национального чемпионата в 1998 году. В 1998 году вернулся в «Копетдаг», в составе которого стал серебряным призёром национального чемпионата в 1999 году. В 2000 году начал играть в России. В период 2001—2003 годов выступал за команды второго дивизиона России. В 2004 году, выступая за клуб «Лисма-Мордовия», провёл три матча в первом дивизионе. В 2006 году переехал в Узбекистан, где начал играть за ташкентский «Локомотив». В 2007 году сыграл 15 матчей за «Бухару». В 2009 году закончил карьеру игрока.
До апреля 2024 года работал в академии московского «Спартака», где тренировал вратарей в командах ЮФЛ. 2 апреля 2024 года стал тренером вратарей в молодёжной команде «Спартака».